# Liste der Bodendenkmale in Beckeln
In der Liste der Bodendenkmale in Beckeln sind die Bodendenkmale der niedersächsischen Gemeinde Beckeln aufgeführt. Die Quelle ist der Denkmalatlas Niedersachsen.
- Diese Liste erhebt keinen Anspruch auf Vollständigkeit.
- Die Angaben ersetzen nicht die rechtsverbindliche Auskunft der zuständigen Denkmalschutzbehörde.
- Es sind nur Daten aus dem Denkmalatlas verarbeitet.
- Der Stand der Liste ist der 22. Juni 2025.

Beckeln im Landkreis Oldenburg

## Allgemein
In den Spalten finden sich folgende Informationen des Bodendenkmales:
| Lage         | geographische Koordinaten                                                           |
| Bezeichnung  | Bezeichnung lt. Denkmalatlas                                                        |
| Beschreibung | Beschreibung lt. Denkmalatlas                                                       |
| ID           | Objekt-ID                                                                           |
| Bild         | Bild, ggf. zusätzlich mit Link zu weiteren Fotos im Medienarchiv Wikimedia Commons. |

## Beckeln

### Beckeln 23
- ID: 48888196
- Grabhügelfeld mit 21 Grabhügeln unterschiedlicher Größe und Erhaltung. Erstreckt sich über gut 200 m von Nordwest nach Südost und hat eine Breite von rund 40 m. Teils in zwei Reihen angeordnet, was darauf hindeutet, dass sie entlang einer alten Wegetrasse errichtet wurden.

| Lage                       | Bezeichnung | Beschreibung | ID       | Bild |
| -------------------------- | ----------- | --- | -------- | ---- |
| 52° 51′ 4″ N, 8° 33′ 58″ O | Beckeln 23  | Größe ca. 10 × 9 m und Höhe ca. 0,7 m. (NW-SO). Fast rund. West-Rand etwas angeschnitten, zwei tiefe Eingrabungen (mittig und südöstl. der Mitte). | 50238168 | BW   |
| 52° 51′ 4″ N, 8° 33′ 58″ O | Beckeln 24  | Durchmesser ca. 13 m und Höhe ca. 0,9 m. Rund. | 50238246 | BW   |
| 52° 51′ 3″ N, 8° 34′ 0″ O  | Beckeln 25  | Durchmesser ca. 7 m und Höhe ca. 0,4 m. Rund. | 50238258 | BW   |
| 52° 51′ 3″ N, 8° 33′ 59″ O | Beckeln 26  | Größe ca. 6 × 4,5 m und Höhe ca. 0,3 m. Oval/ovaler Rest, NNW-SSO orientiert.                                                                      | 50238272 | BW   |
| 52° 51′ 2″ N, 8° 34′ 1″ O  | Beckeln 27  | Durchmesser ca. 11 m und Höhe ca. 0,8 – 1,0 m. Rund.                                                                                               | 50238284 | BW   |
| 52° 51′ 2″ N, 8° 34′ 1″ O  | Beckeln 28  | Durchmesser ca. 9 m und Höhe ca. 0,6 m. Rund. | 50238298 | BW   |
| 52° 51′ 2″ N, 8° 34′ 1″ O  | Beckeln 29  | Durchmesser ca. 14 – 15 m und Höhe ca. 1,2 m. Fast rund.                                                                                           | 50238313 | BW   |
| 52° 51′ 2″ N, 8° 34′ 0″ O  | Beckeln 30  | Durchmesser ca. 14 m und Höhe ca. 1,2 m. Rund. | 50238328 | BW   |
| 52° 51′ 1″ N, 8° 34′ 2″ O  | Beckeln 31  | Durchmesser ca. 10,5 – 11,5 m und Höhe ca. 0,5 m. Rundlich.                                                                                        | 50238337 | BW   |
| 52° 51′ 2″ N, 8° 34′ 2″ O  | Beckeln 32  | Durchmesser ca. 8 – 9 m und Höhe ca. 0,4 – 0,5 m. Fast rund.                                                                                       | 50238353 | BW   |
| 52° 51′ 2″ N, 8° 34′ 3″ O  | Beckeln 33  | Größe ca. 11 × 5 m und Höhe ca. 0,5 m. Halbkreis- bis sichelförmig, S-Hälfte vollständig abgetragen bis ausgekoffert, daher etwa O-W orientiert.   | 50238366 | BW   |
| 52° 51′ 2″ N, 8° 34′ 4″ O  | Beckeln 34  | Durchmesser ca. 8 m und Höhe ca. 0,4 – 0,5 m. Fast rund.                                                                                           | 50238381 | BW   |
| 52° 51′ 1″ N, 8° 34′ 3″ O  | Beckeln 35  | Durchmesser ca. 11 – 12 m und Höhe ca. 0,9 m. Fast rund, Kuppe eingedellt.                                                                         | 50238395 | BW   |
| 52° 51′ 1″ N, 8° 34′ 6″ O  | Beckeln 36  | Durchmesser ca. 16,5 m und Höhe ca. 0,9 m. Rund.                                                                                                   | 50238406 | BW   |
| 52° 51′ 1″ N, 8° 34′ 6″ O  | Beckeln 37  | Größe ca. 18 × 12 m und Höhe ca. 0,3 – 0,5 m. Oval, NW-SO orientiert.                                                                              | 50238419 | BW   |
| 52° 51′ 1″ N, 8° 34′ 7″ O  | Beckeln 38  | Durchmesser ca. 12 m und Höhe ca. 0,4 m. Fast rund.                                                                                                | 50238430 | BW   |
| 52° 51′ 1″ N, 8° 34′ 8″ O  | Beckeln 39  | Durchmesser ca. 5 m und Höhe ca. 0,3 m. Fast rund.                                                                                                 | 50238445 | BW   |
| 52° 51′ 0″ N, 8° 34′ 7″ O  | Beckeln 40  | Durchmesser ca. 5 m und Höhe ca. 0,4 m. Fast rund.                                                                                                 | 50238454 | BW   |
| 52° 51′ 1″ N, 8° 34′ 5″ O  | Beckeln 41  | Durchmesser ca. 13 m und Höhe ca. 0,3 m. Rundlich.                                                                                                 | 50238470 | BW   |
| 52° 51′ 1″ N, 8° 34′ 4″ O  | Beckeln 42  | Durchmesser ca. 8 m und Höhe ca. 0,4 m. Fast rund.                                                                                                 | 50238480 | BW   |
| 52° 51′ 1″ N, 8° 34′ 4″ O  | Beckeln 43  | Durchmesser ca. 8 – 9 m und Höhe ca. 0,4 – 0,5 m. Rundlich.                                                                                        | 50238493 | BW   |

## Klein Köhren
| Lage                        | Bezeichnung               | Beschreibung                                                                         | ID       | Bild |
| --------------------------- | ------------------------- | ------------------------------------------------------------------------------------ | -------- | ---- |
| 52° 53′ 55″ N, 8° 36′ 23″ O | Klein Köhren 1, Grabhügel | Größe ca. 14 × 10 m und Höhe ca. 0,5 m. Stark gestört mit Vertiefungen in der Kuppe. | 28967473 | BW   |
| 52° 53′ 54″ N, 8° 36′ 23″ O | Klein Köhren 2, Grabhügel |                                                                                      | 28967472 | BW   |